# سفارت یونان در مسکو
سفارت یونان در مسکو (به لاتین: Embassy of Greece) یک سفارت در روسیه است که در مسکو واقع شده‌است.